# كيتون الإيثر عديد الإيثر

اصطناعه

البولي إيثير إيثير كيتون, (PEEK)والذي يسمى أيضا بولى كيتونات، يتم الحصول عليها من أملاح الدايهاليدات والبسفينولات عن طريق الاستبدال المحب للنواة. ويتكون ملح البسفينول من البسفينول والإيثيرالمضاف له صوديوم أو فلز قلوي من الكربونات أو الهيدروكسيد.
PEEK متبلر جزئيا، وله درجة انتقال زجاجية 143 °C ونقطة ذوبان 334 °C. كما انه مقاوم للبيئات العضوية والمحاليل. وتستخدم في كراسي التحميل، أجزاء الكباسات، الطلمبات, ألواح صمامات ضواغط الهواء، وتطبيقلا عزل الكابلات.
كما أن PEEK أيضا من المواد اللدنة بالحرارة وله خواص ميكانيكية غير اعتيادية. يبلغ معامل يونغ لها 3.6 GPa ولها قوة شد تبلغ 170 MPa. PEEK يعتبر أيضا من المواد الحيوية وتستخدم في التطبيقات الطبية.